# وینسنت پرسیکتی
وینسنت پرسیکتی (انگلیسی: Vincent Persichetti؛ ۶ ژوئن ۱۹۱۵ – ۱۴ اوت ۱۹۸۷) یک نوازنده پیانو، رهبر ارکستر، آهنگ‌ساز و استاد دانشگاه اهل ایالات متحده آمریکا بود.
وی از مدرسان برجستهٔ مدرسه جولیارد بود و آهنگسازان مهمی را در آنجا تربیت کرد که از آن جمله می‌توان به فیلیپ گلس و اینویوهانی رائوتاوارا اشاره نمود.
او از برندگان کمک هزینه گوگنهایم بود.